# NGC 300
NGC 300 (również PGC 3238) – galaktyka spiralna (Scd), znajdująca się w gwiazdozbiorze Rzeźbiarza w odległości około 6,5 miliona lat świetlnych. Została odkryta 5 sierpnia 1826 roku przez Jamesa Dunlopa. Galaktyka NGC 300 należy do Grupy galaktyk w Rzeźbiarzu.

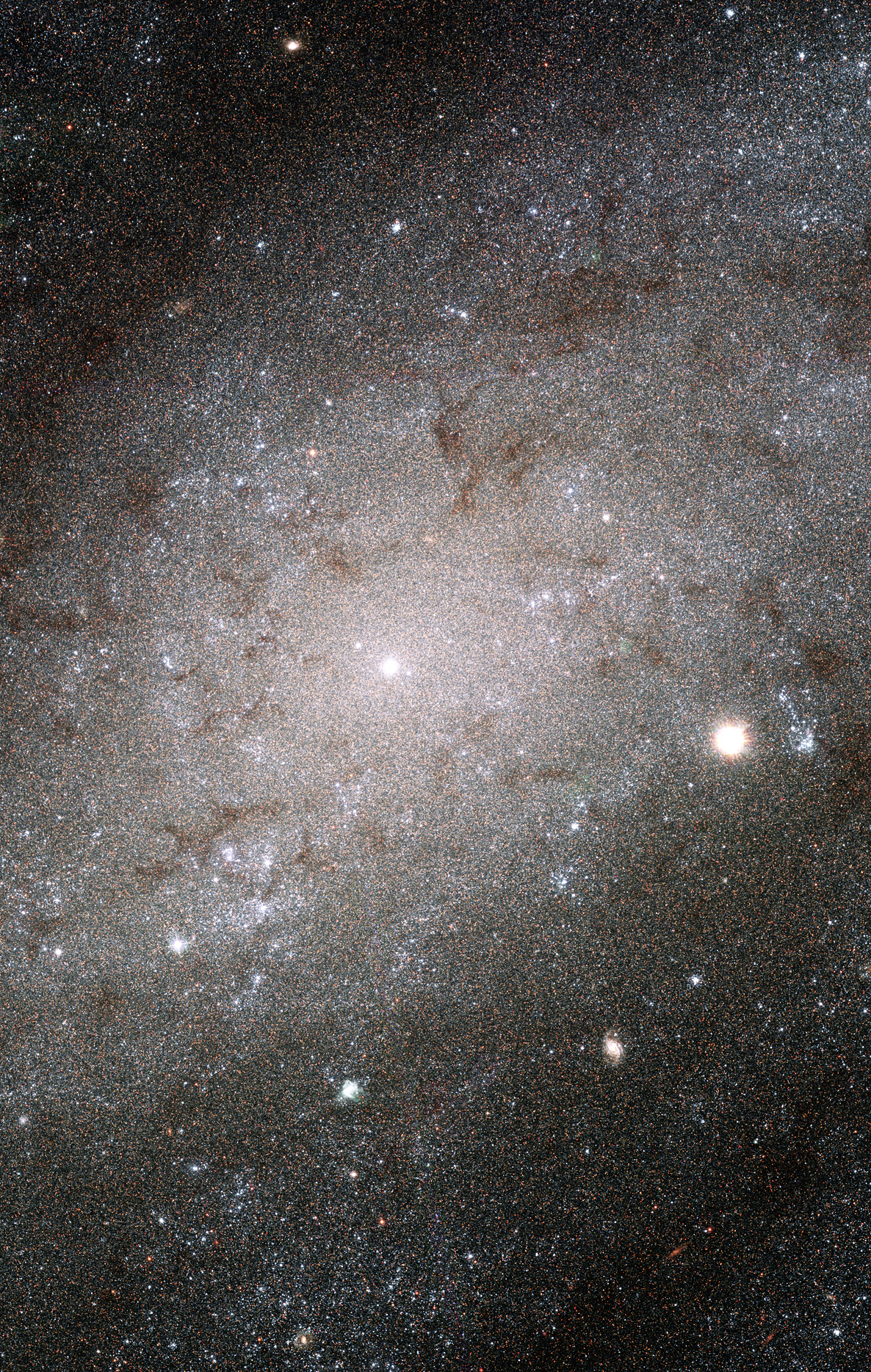
Zbliżenie centrum galaktyki wykonane przez Kosmiczny Teleskop Hubble’a

Obiekt wydaje się blady, bo jego światło jest rozproszone na wielkim obszarze. W sprzyjających warunkach, w 20-centymetrowym teleskopie wygląda jak owalne pasemko o rozmiarach połowy średnicy Księżyca.
23 maja 2010 roku Berto Monard odkrył w tej galaktyce obiekt, który początkowo uznano za supernową, otrzymał on oznaczenie SN 2010da. Okazało się jednak, że była to erupcja gwiazdy zmiennej typu S Doradus.